# Władysław Szlengel

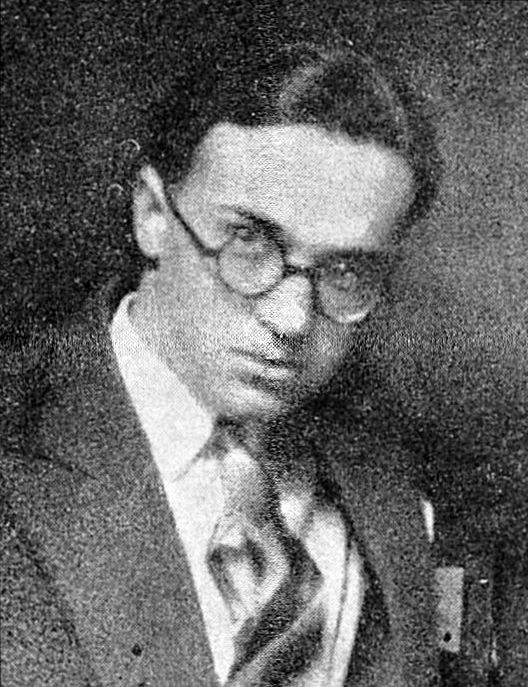
Władysław Szlengel

Władysław Szlengel (* 1912 in Warschau; † 1943 ebenda) war ein polnischer Dichter, Satiriker und Schauspieler. Vor dem Zweiten Weltkrieg schrieb er u. a. Texte für das Kabarett. Bekannt wurde er zudem für seine im Warschauer Ghetto entstandenen Gedichte. Szlengel starb 1943 während des Aufstands im Ghetto.

## Werke
- Co czytałem umarłym. Wiersze getta warszawskiego. Zebrała i opracowała Irena Maciejewska. Państwowy Instytut Wydawniczy, Warszawa 1977, OCLC 4435043 (zusammengestellt und bearbeitet von Irena Maciejewska).
- Agnieszka Żółkiewska, Marek Tuszewicki (Hrsg.): Utwory literackie z getta warszawskiego (= Archiwum Ringelbluma. Konspiracyjne Archiwum Getta Warszawy. Band 26). Żydowski Instytut Historyczny im. Emanuela Ringelbluma, Warszawa 2017, ISBN 978-83-65254-43-6, S. 99–116 (Dok. 37), 117 f. (Dok. 38), 164–173 (Dok. 48), 191 f. (Dok. 53).

### Übertragungen ins Deutsche
- Was ich den Toten las. Gedichte aus dem Warschauer Getto. Aus dem Polnischen übertragen von Ulrike Herbst-Rosocha, nachgedichtet von Roland Erb, Uwe Grüning, Kurt Drawert und Marga Erb, mit einem Nachwort von Irena Maciejewska. Gustav Kiepenheuer Verlag, Leipzig/Weimar 1990, ISBN 3-378-00286-7 (Originaltitel: Co czytałem umarłym.).
  - Neuausgabe: Was ich den Toten las. Texte und Gedichte aus dem Warschauer Getto (= Edition Jakob van Hoddis). Paranus Verlag, Neumünster 2003, ISBN 3-926200-88-X.

### Übertragungen ins Englische
Siehe auch unter dem Abschnitt Weblinks
- Counterattack / Kontratak. In: info-poland.icm.edu.pl (Übersetzung von Frieda A. Aazon)